# Jacquemontieae
Jacquemontieae es una especie de plantas con flores de la familia de las convolvuláceas nativa principalmente de los trópicos del Golfo de México, y posee  los siguientes géneros.

## Géneros
- Jacquemontia